# Lucijan Stella
Lucijan Stella (1885. – 1968.), jedan od osnivača Hajduka iz skupine praških studenata. Osnivanjem Hajduka zaigrao je na prvoj Hajdukovoj trening utakmici za momčad B protiv momčadi A, koju su i izgubili s 13:2. Lucijan se kasnije aktivirao u klubu postavši prvim Hajdukovim tajnikom u upravi kluba.
Uz njega prvu klupsku upravu tada su činili Kruno Kolombatović predsjednik, Josip Zuppa potpredsjednik, Ivan Tudor blagajnik, Vladimir Kukolj gospodar, kao odbornici bili su: Frane Zavoreo i Joseph Buchberger, revizori Ivan Poletti i Vorih Matković i časni sud Grga Anđelović, Vladimir Šore i Ivan Šakić.